# Fons Trompenaars
Fons Trompenaars, né en 1953,  est un consultant et auteur franco-néerlandais dans le domaine de la communication interculturelle.

## Un modèle d'analyse culturelle à sept dimensions
Trompenaars et Charles Hampden-Turner ont développé un modèle d'analyse culturelle à sept dimensions dans le but d'établir les différences entre les sociétés :
- universalisme / particularisme (Qu'est-ce qui est le plus important, les règles ou les relations ?)
- individualisme / collectivisme (Est-ce que nous fonctionnons dans un groupe ou en tant qu'individu ?)
- neutralité / affectivité (Est-ce que nous affichons nos émotions ? )
- degré d'engagement (limite / diffus) (Jusqu'à quel niveau devons nous nous impliquer vis-à-vis d'une personne ou d'une situation ?)
- statut attribué / statut acquis (Devons-nous nous faire nos preuves pour acquérir un statut ou nous est-il attribué par les autres ?)
- orientation temporelle (Faisons-nous une seule chose à la fois ou plusieurs en même temps ?)
  - orientation passé/présent/futur
  - temps séquentiel / temps synchronique
- orientation interne ou externe (Contrôlons-nous notre environnement ou devons-nous le subir ?)

Trompenaars s'inspire de l'étude de Kluckhohn et Strodtberck de 1961 basée sur trois points :
- Relation à la nature : 
  - Contemplation de la nature (Domination de celle-ci. L'homme en fait partie)
  - Harmonie avec la nature (Osmose entre l'homme et la nature qui amène à un épanouissement et un développement spirituel)
  - Domination sur la nature (L'homme est extérieur, elle est maîtrise afin qu'elle ne soit pas hostile)
- Relation au temps : elle est abordée de manière cyclique. Dans d'autres cultures, elle est abordée de manière linéaire (gérance du temps, aucune perte de temps); le passé y est très important ; elle est destinée à construire, à bâtir.
- Relation à la personne : certaines sociétés donnent une place en tant qu'individu. Elles considèrent l'individu comme un élément qui doit produire. On y observe une importance de l'interlocution entre deux personnes.